# Maisie Richardson-Sellers
Maisie Richardson-Sellers (London, 1992. március 2. –) angol színésznő. 
Ismertebb szerepei közé tartozik Amaya Jiwe a The CW TV-csatorna A holnap legendái című sorozatában.

## Pályafutása
Gyerekként sok időt töltött a színházban, mivel mindkét szülője színész volt. Mialatt az Oxfordi Egyetemen tanult, számos színpadi produkcióban vett részt. Az egyetemen antropológiát és régészetet tanult.
Éppen Észak-Afrikában forgatta az Of Kings and Prophets című sorozatot, amikor meghívták A holnap legendái című sorozatba. Elment a meghallgatásra, és utána felhívták, hogy megkapta Amaya Jiwe szerepét: egy interjúban azt nyilatkozta, „Úgy éreztem magam, hogy "Wow, ez hihetetlen!"” A TV-s szerepek ellenére Maisie mindig is azt gondolta, a londoni színház köré fog szerveződni az élete.
Első mozifilmes szerepe a Csillagok háborúja VII: Az ébredő Erő című filmben jött el, Korr Sellát alakította; a meghallgatásról ezt nyilatkozta: „Emberek ezreivel együtt voltam a meghallgatáson”.

## Filmográfia

### Film
| Év   | Magyar cím                          | Eredeti cím                  | Szerep            | Megjegyzéswk               |
| ---- | ----------------------------------- | ---------------------------- | ----------------- | -------------------------- |
| 2012 |                                     | Our First World              | ismeretlen szerep | rövidfilm                  |
| 2013 |                                     | Americano and Rum            | Ellie             | rövidfilm                  |
| 2015 | Star Wars VII. rész – Az ébredő Erő | Star Wars: The Force Awakens | Korr Sella        | cameoszerep                |
| 2017 |                                     | Melody                       | Melody            | rövidfilm                  |
| 2020 | A csókfülke 2.                      | The Kissing Booth 2          | Chloe Winthrop    | magyar hangja Kelemen Kata |
| 2021 | A csókfülke 3.                      | The Kissing Booth 3          | Chloe Winthrop    | magyar hangja Kelemen Kata |
| 2023 |                                     | Jagged Mind                  | Billie            |                            |

### Televízió
| Év        | Magyar cím                      | Eredeti cím                    | Szerep                           | Megjegyzéswk           |
| --------- | ------------------------------- | ------------------------------ | -------------------------------- | ---------------------- |
| 2014–2017 | The Originals – A sötétség kora | The Originals                  | Eva Sinclair / Rebekah Mikaelson | 15 epizód              |
| 2016      |                                 | Of Kings and Prophets          | Michal                           | 9 epizód               |
| 2016–2020 | A holnap legendái               | Legends of Tomorrow            | Amaya Jiwe / Vixen               | főszereplő (2-3. évad) |
| 2016–2020 | A holnap legendái               | Legends of Tomorrow            | Charlie / Clotho                 | főszereplő (4-5. évad) |
| 2020      | Csoportos csevegés              | Group Chat with Annie & Jayden | önmaga                           | 1 epizód               |
| 2022      |                                 | The Undeclared War             | Kathy Freeman                    | főszereplő (6 epizód)  |